# جوانا دیوید
جوانا دیوید (انگلیسی: Joanna David؛ زادهٔ ۱۷ ژانویهٔ ۱۹۴۷) بازیگر اهل بریتانیا است. وی از سال ۱۹۶۸ میلادی تاکنون مشغول فعالیت بوده‌است و بیشتر به خاطر آثار تلویزیونی‌اش شهرت دارد.
از فیلم‌ها یا برنامه‌های تلویزیونی که وی در آن نقش داشته‌است، می‌توان به راه و رسم زندگی ما، غریبه‌ای بلندقد و سیاهپوش را ملاقات خواهی کرد، مارپل آگاتا کریستی، جنگ و صلح و دانتون ابی اشاره کرد.